# Plongée technique

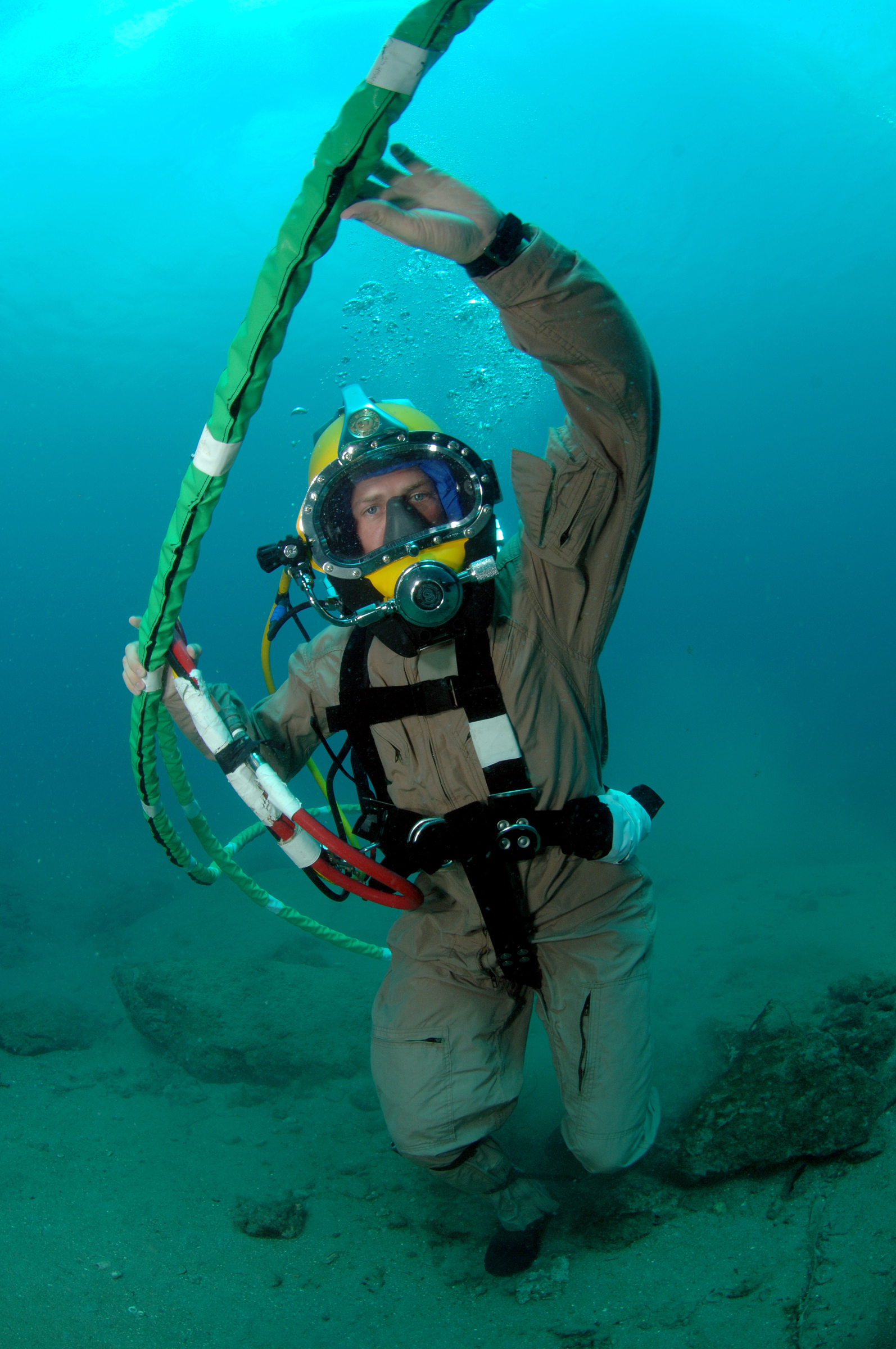
Plongeur technique utilisant un narguilé.

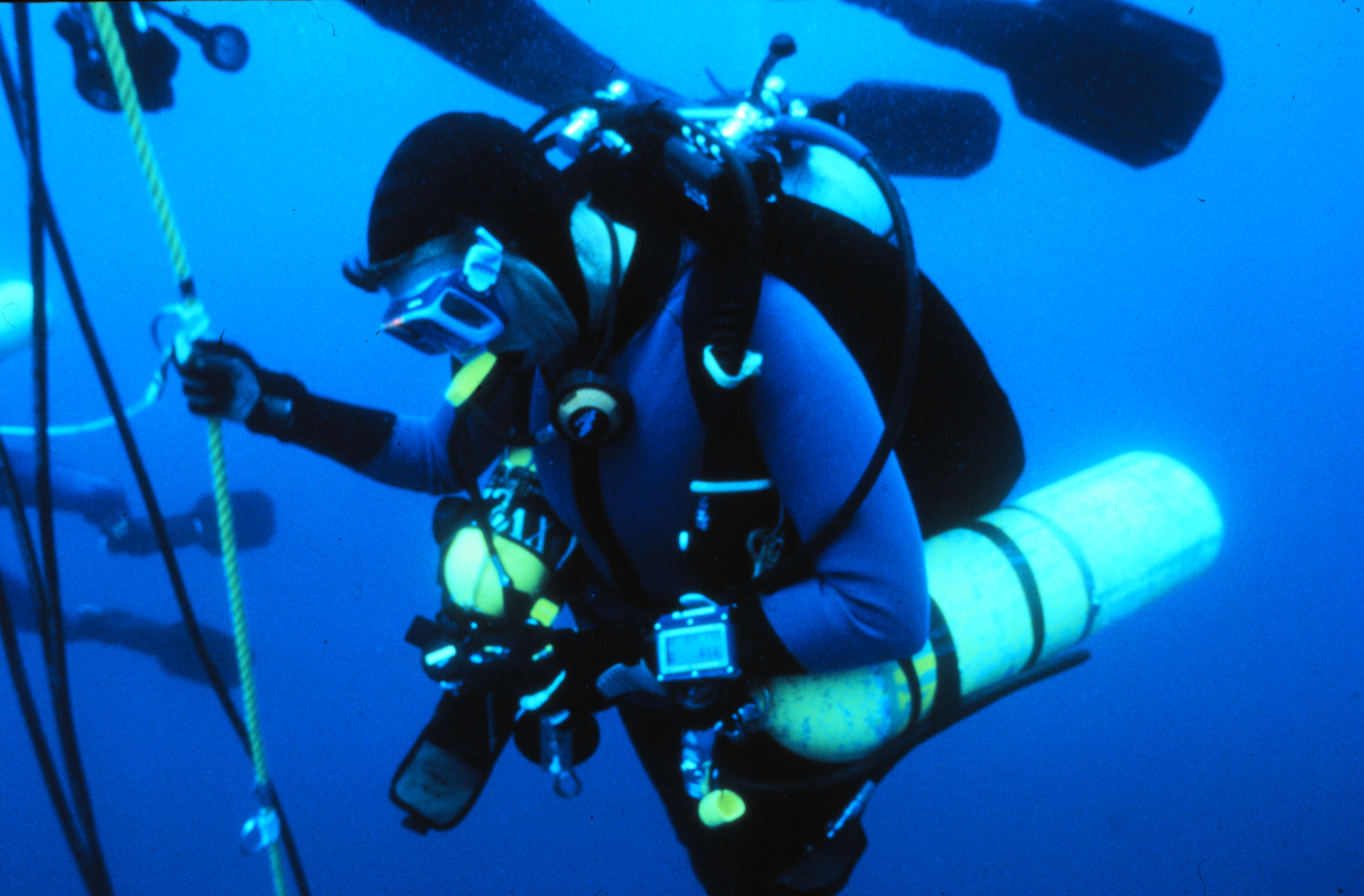
Plongeur technique en scaphandre autonome pendant un palier de décompression.

La plongée technique (appelée également plongée tech) est une forme de plongée sous-marine qui se pratique plus profondément que la plongée loisir (bien que la majorité des plongeurs techniques plongent avant tout dans un but de loisir) ou pour une durée plus longue.
La plongée technique se pratique généralement à l'aide d'un narguilé ou d'un scaphandre autonome. Elle requiert un entraînement particulier, une grande expérience de la plongée, un équipement spécifique et parfois des mélanges gazeux différents de l'air ou du nitrox.
Le concept de plongée technique est d'invention relativement récente, bien que la pratique de ce qui est aujourd'hui désigné par ce terme date de plusieurs dizaines d'années. Le terme technical diving a été attribué à Michael Menduno, éditeur du magazine de plongée AquaCorps (aujourd'hui disparu) en 1991.

## Définition de la plongée technique
Il existe un débat entre les professionnels de la plongée pour savoir ce que ce terme recouvre exactement,,. Jusqu'à une période récente, la plongée au nitrox était considérée comme technique, mais ce n'est plus le cas. Certains disent que la plongée technique désigne tout type de plongée considérée comme plus risquée que la plongée loisir. Cependant, cela signifie que toute plongée où l'on ne se trouve pas constamment sous la surface (comme la plongée souterraine ou la plongée sur épave) devrait être considérée comme technique, alors même que l'on n'y utilise pas nécessairement de mélange gazeux spécifique. D'autres estiment que la plongée technique n'est technique que dans la mesure où elle requiert l'usage de plusieurs blocs, remplis de mélanges gazeux différents, et d'une procédure de décompression plus lourde. Même ceux qui acceptent les définitions couramment utilisées peuvent être en désaccord sur les limites précises qui séparent la plongée technique de la plongée loisir. 
- PADI, l'organisme de plongée loisir le plus répandu au monde, définit la plongée technique comme une « plongée différente de la plongée commerciale ou loisir, qui amène les plongeurs au-delà des limites [usuelles] de la plongée. Il s'agit également d'une activité qui inclut les paramètres suivants : plongée sous la barre des 40 mètres, palier de décompression obligatoire, palier de décompression accéléré et/ou utilisation de plusieurs mélanges gazeux au cours de la même plongée »[6].

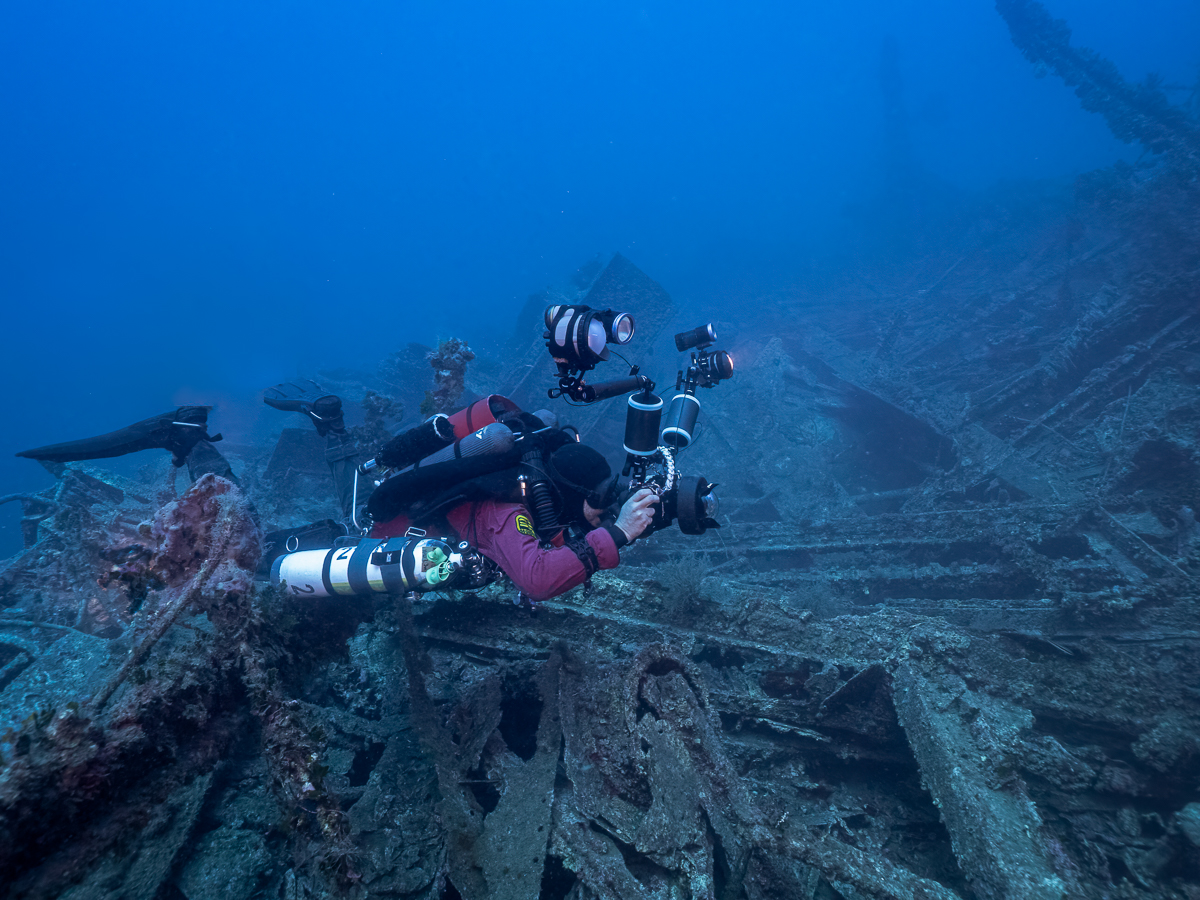
Plongeur technique en photographie sous-marin (Alexandre HACHE)

- Plongeur technique en photographie sous-marin (Alexandre HACHE)La NOAA définit la plongée technique en ces termes : «  Le terme de 'plongée technique' est utilisé pour décrire toutes les méthodes plongée qui excèdent les limites de profondeur et/ou de durée d'immersion imposées à la plongée loisir. La plongée technique inclut souvent l'utilisation de mélanges gazeux spécifiques (autres que de l'air comprimé) pour respirer. Le type de mélanges gazeux utilisés est déterminé soit par la profondeur maximale qui a été prévue pour la plongée, soit par la durée, prévue également. Tandis que la profondeur maximale pour la plongée conventionnelle est de 130 pieds [40 mètres], les plongeurs techniques peuvent évoluer entre 170 pieds [52 mètres] et 350 pieds [107 mètres], parfois plus profond encore. La plongée technique requiert presque toujours un ou plusieurs paliers de décompression obligatoires lors de la remontée, pendant lesquels le plongeur doit changer de mélange gazeux au moins une fois. »[7] La NOAA ne donne aucun conseil en ce qui concerne les plongées faites dans des conditions où l'accès direct à la surface est impossible (par exemple, les plongées en carrière).

### Profondeur
Une plongée peut être désignée comme technique dès qu'elle va au-delà de 40 mètres de profondeur, ou qu'elle se déroule dans un environnement dépourvu d'accès direct à la surface ou de lumière naturelle. Ces plongées peuvent être des plongées en carrière, des plongées sur épaves, avoir lieu en eau douce ou salée... Dans un grand nombre de cas, les plongeurs techniques planifient leur décompression (paliers et mélange gazeux utilisé).
La définition basée sur la profondeur provient du fait que respirer de l'air tout en étant soumis à une pression croissante augmente les risques de narcose, qui deviennent élevés à partir de 30 mètres ou plus. Une profondeur croissante, en faisant augmenter la pression en proportion, inclut aussi le risque d'une toxicité de l'oxygène plus élevé, à cause de la pression partielle d'oxygène dans le mélange gazeux. Pour éviter ce problème, la plongée technique inclut également l'usage de mélanges gazeux autres que l'air (trimix normoxique ou hypoxique).
Ces facteurs augmentent le niveau de risque associé à la plongée technique, et font augmenter en proportion l'entraînement requis pour effectuer de telles plongées.

### Impossibilité de remonter directement
Les plongées techniques peuvent être également définies comme des plongées où les plongeurs ne peuvent pas remonter directement à la surface, dans la mesure où ils doivent effectuer un palier de décompression (en cas de plongée longue et/ou profonde) ou retourner dans une zone où la remontée directe est possible (si la plongée s'effectue dans une zone où ce n'est pas possible, telle qu'une épave ou une grotte). Ce type de plongée requiert un équipement et un entraînement plus importants que la plongée loisir, dans la mesure où le plongeur doit rester sous l'eau jusqu'à ce qu'il puisse remonter en toute sécurité (et/ou qu'il doive quitter l'environnement où quelque chose se trouve entre lui et la surface de l'eau).

#### Paliers de décompression

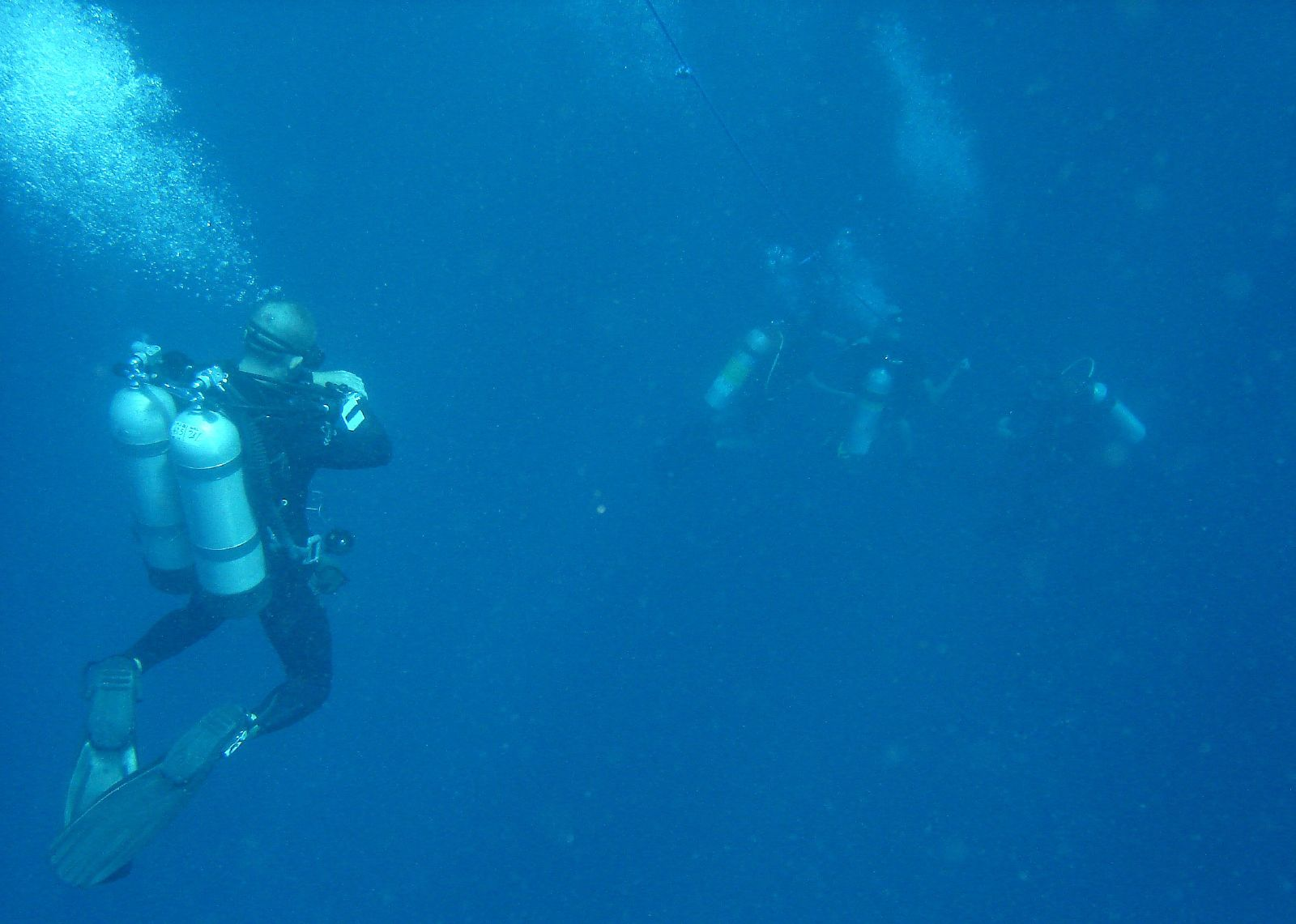
Un palier de décompression en pleine eau.

À la fin d'une plongée profonde et/ou longue, un plongeur doit prendre garde à éviter les accidents de décompression. Si l'oxygène est consommé par le corps, ce n'est pas le cas de l'azote ni de l'hélium (qui est d'ailleurs un gaz inerte). Ceux-ci ne sont pas consommés, mais stockés dans les tissus organiques lorsqu'ils sont inhalés dans des conditions de haute pression (c'est-à-dire pendant la phase de plongée profonde). Ces gaz dissous doivent quitter les tissus à la remontée, sans quoi la baisse de pression due au retour à la surface risque de transformer ces gaz en bulles, lesquelles pourraient se regrouper et être perçues par l'organisme (globules blancs) comme un corps étranger et créer un caillot susceptible de bloquer les veines ou les vaisseaux sanguins du plongeur. Pour éviter cela, les plongeurs techniques doivent faire des paliers à des profondeurs variables (3m, 6m, 9m, parfois davantage ; dans le cadre d'une plongée PADI, le manuel conseille de faire un palier à mi-profondeur) lors de la remontée.
Au cours des années 2000, les plongeurs techniques ont augmenté la profondeur des premiers paliers, afin de réduire le plus possible de risque de formation de bulles dans les vaisseaux sanguins, paliers courts qu'ils effectuent avant (et en plus) des paliers « traditionnels » plus longs à 3, 6 ou 9 mètres. La plupart des plongeurs techniques respirent des mélanges gazeux enrichis en oxygène (généralement du nitrox) au début et à la fin de la plongée. Entre les deux, lorsqu'ils se trouvent à une grande profondeur, ils respirent du trimix, c'est-à-dire de l'air dont une partie de l'azote est remplacée par de l'hélium, car le second a la particularité d'être beaucoup moins narcotique que le premier. Il arrive également que l'on utilise de l'oxygène pour lors des paliers de 3 et de 6 mètres, afin de réduire le temps de palier.
Après une plongée technique, l'intervalle de surface (le temps passé entre deux plongées) doit être plus long qu'entre deux plongées loisir, en raison d'un taux plus élevé d'azote résiduel dans les tissus du corps.

#### Environnements restreints
Les environnements suivants peuvent empêcher le plongeur de retourner directement à la surface :
- plongée souterraine, lorsque le plongeur se trouve dans un tunnel et/ou dans un réseau souterrain inondé ;
- plongée sur épave, lorsque le plongeur rentre dans l'épave et se trouve isolé de la surface par un ou plusieurs plafonds ;
- plongée profonde, à 40 mètres de profondeur ou plus ;
- plongée sous glace.

### Visibilité limitée
En raison de la profondeur ou de l'étroitesse de l'espace dans lequel évolue le plongeur, la visibilité peut être extrêmement réduite dans le cadre d'une plongée technique. Un tel environnement requiert un savoir et un savoir-faire plus élevés de la part du plongeur. Selon les endroits, il est également possible de rencontrer du courant. Combiné à une faible visibilité, le courant peut rendre la plongée extrêmement risquée si elle n'est pas réalisée par un plongeur bien entraîné et pourvu d'un équipement adapté.

## Équipement

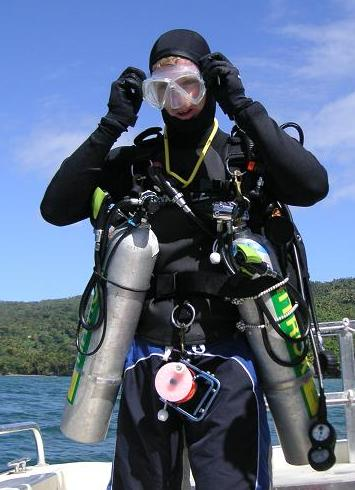
Plongeur technique équipé de bouteilles supplémentaires contenant des gaz de décompression (nitrox ou oxygène pur).

Les plongeurs techniques peuvent utiliser un équipement de plongée inhabituel en sus de celui déjà utilisé. Dans la mesure où les plongées techniques durent plus longtemps que les plongées loisir habituelles et où les paliers de décompressions nécessaires constituent des obstacles à la remontée des plongeurs, ceux-ci ont besoin d'un équipement supplémentaire. Ainsi, ils transportent au moins deux blocs, chacune pourvue d'une robinetterie et d'un détendeur séparé. En cas de problème, le second bloc fait office de bouteille de secours. Les plongeurs techniques peuvent aussi augmenter la quantité d'air qu'ils transportent, soit en ajoutant encore un ou plusieurs blocs aux deux minimaux, soit en utilisant un recycleur. Ces blocs supplémentaires peuvent contenir des gaz de décompression (nitrox) ou du trimix consommé pendant la partie profonde. Selon les pourcentages présents dans chaque bouteille, une ou plusieurs bouteilles peuvent avoir besoin d'une robinetterie et/ou d'un détendeur spécifique, adapté à une quantité d'oxygène supérieure (ou inférieure) à la normale.

## Entraînement
La plongée technique requiert un entraînement et un équipement spécifique. En France, certains clubs proposent des formations à la plongée technique ; ils peuvent être affiliés à la FFESSM ou à PADI, parfois aux deux.
Dans le monde, il existe plusieurs organisations regroupant des plongeurs techniques. PADI a développé une sous-organisation spécifiquement consacrée à cela, la Diving Science and Technology (DSAT). La plus connue dans le monde est la Technical Diving International (TDI) ; existent aussi la Global Underwater Explorers (GUE), Professional Scuba Association International (PSAI), International Association of Nitrox and Technical Divers (IANTD), National Association of Underwater Instructors (NAUI) et plusieurs autres. La Scuba Schools International (SSI) a quant à elle lancé une sous-organisation spécifique, la Technical Diving Program (TechXR – Technical eXtended Range), en 2005.